# Martin Rodbell
Martin Rodbell est un biochimiste américain né à Baltimore (Maryland) le 1er décembre 1925 et mort le 7 décembre 1998 à Chapel Hill Caroline du Nord. Il a reçu le prix Nobel de physiologie ou médecine en 1994 avec Alfred G. Gilman pour leurs travaux sur les protéines membranaires.